# Флиаки

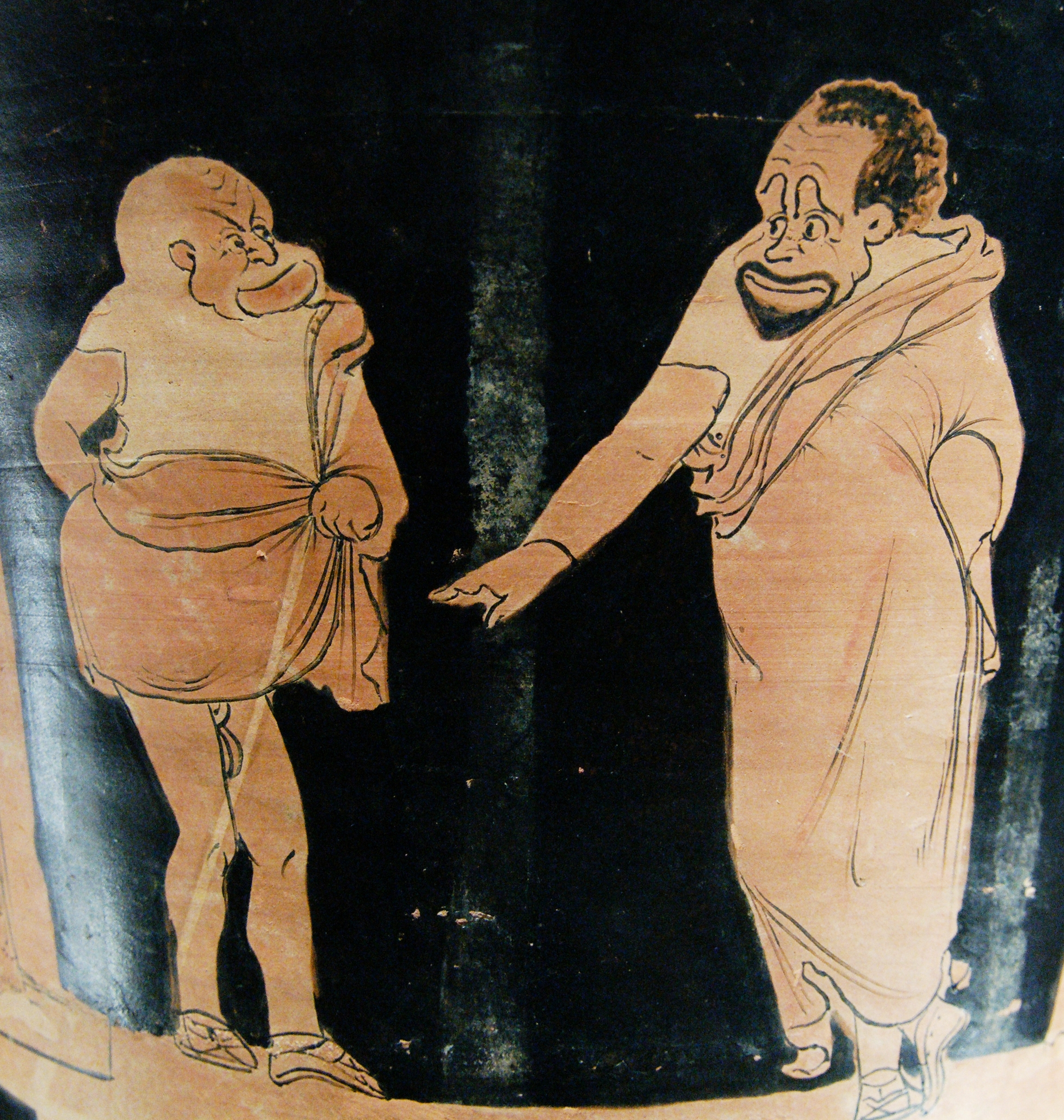
Сценка флиаки (хозяин и раб в короткой тунике) на древнегреческом кратере.
Около 350-40 года до н. э. Лувр, Париж.

Флиа́ки (др.-греч. φλύαξ — болтовня) — древнегреческие короткие сатирические шутки-сценки, а также исполнители этих действ.

## Сатирический жанр
Флиаки — жанр коротких, сатирических, часто непристойных сценок из повседневной жизни людей и похождений богов и героев. Своего рода прообраз театра миниатюр. В содержательном плане бытовали комические пародии мифов, трагедий и комедий. Декорациями для представлений служили лёгкие переносные ширмы.
До нашего времени сюжеты и костюмы дошли главным образом в изображениях на древнегреческих сосудах. Наиболее известными росписями такого рода являются работы Астея и Пифона. Это единственные вазописцы нижней Италии, чьи имена сохранились благодаря подписям на их работах. Они расписывали колоколообразные кратеры, амфоры, гидрии, лебес гамикос, леканиды, лекифы и кувшины. Реже они обращали внимание на пелики и кратеры.
Флиаки возникли в IV—III веке до н. э. и были особенно распространены в районе южных греческих колоний Тарента, Сицилии. Стали предшественниками римских представлений ателлана.

## Исполнители
Флиаки — актёры вышеупомянутых сатирических сценок. Все роли исполнялись только мужчинами. Лицо обычно скрывала смешная выразительная маска. Костюм часто состоял из трико с «толщинками», придававшими телу актёра гротескный вид.